# Anna Blässe
Anna Blässe (født 27. februar 1987) er en tysk fodboldspiller, der spiller for VfL Wolfsburg. Hun har tidligere spillet for USV Jena og Hamburger SV.
Som juniorspiller vandt hun U/19 VM i 2004 og 2006.